# اولد بار، نیو ساوت ولز
اولد بار (به انگلیسی: Old Bar) یک شهرک در استرالیا است که در نیو ساوت ولز واقع شده‌است.